# Goncourtova nagrada
Goncourtova nagrada (francosko Prix Goncourt) (izg.: gonkúrova nagrada)  je najuglednejša  francoska književna nagrada.
Podeljujejo jo avtorjem, ki ustvarjajo v francoščini. Ustanovili so jo po oporoki Edmonda Goncourta leta 1896. Goncourtovo akademijo (francosko Société Littéraire des Goncourt) so uradno ustanovili leta 1902. Prvo Goncourtovo nagrado so podelili  21. decembra 1903. To nagrado podeljujejo na začetku novembra. Podelijo jo po treh zaporednih predizborih, ki potekajo septembra in oktobra. Izbirajo med romani, ki so izšli v tekočem letu. Namen nagrade je vsakoletno nagrajevanje najboljšega francoskega proznega dela, ki je izšlo v tekočem letu. Kot nagrado je nagrajenec od leta 1903 prejel ček za 50 frankov. Danes ta vrednost znaša okrog 10 evrov. Največja vrednost nagrade je njen ugled. Nagrado za najboljši roman podelijo v začetku novembra. Že med letom pa nagradijo najboljšo novelo, pesniško zbirko, življenjepis in prvenec.

## Nagrade
- za najboljši roman (Prix Goncourt).
- za najboljšo novelo (Prix Goncourt de la Nouvelle). Podeljujejo jo od leta 1974. Od leta 2001 jo podeljujejo v Strasbourgu.
- za najboljšo pesniško zbirko (Prix Goncourt de la Poesie).
- za najboljši življenjepis (Prix Goncourt de la Biographie). Podeljujejo jo v Nancyu.
- za najboljši roman prvenec (Prix Goncourt du Premier Roman). Podeljujejo jo od leta 1990. Pokrovitelj podeljevanja in mesto podelitve je Pariz.
- za najboljšo knjigo, namenjeno mladini (Prix Goncourt de la Jeunesse). Podeljujejo jo v mestu Fontvieille od leta 1999.